# 中山大学

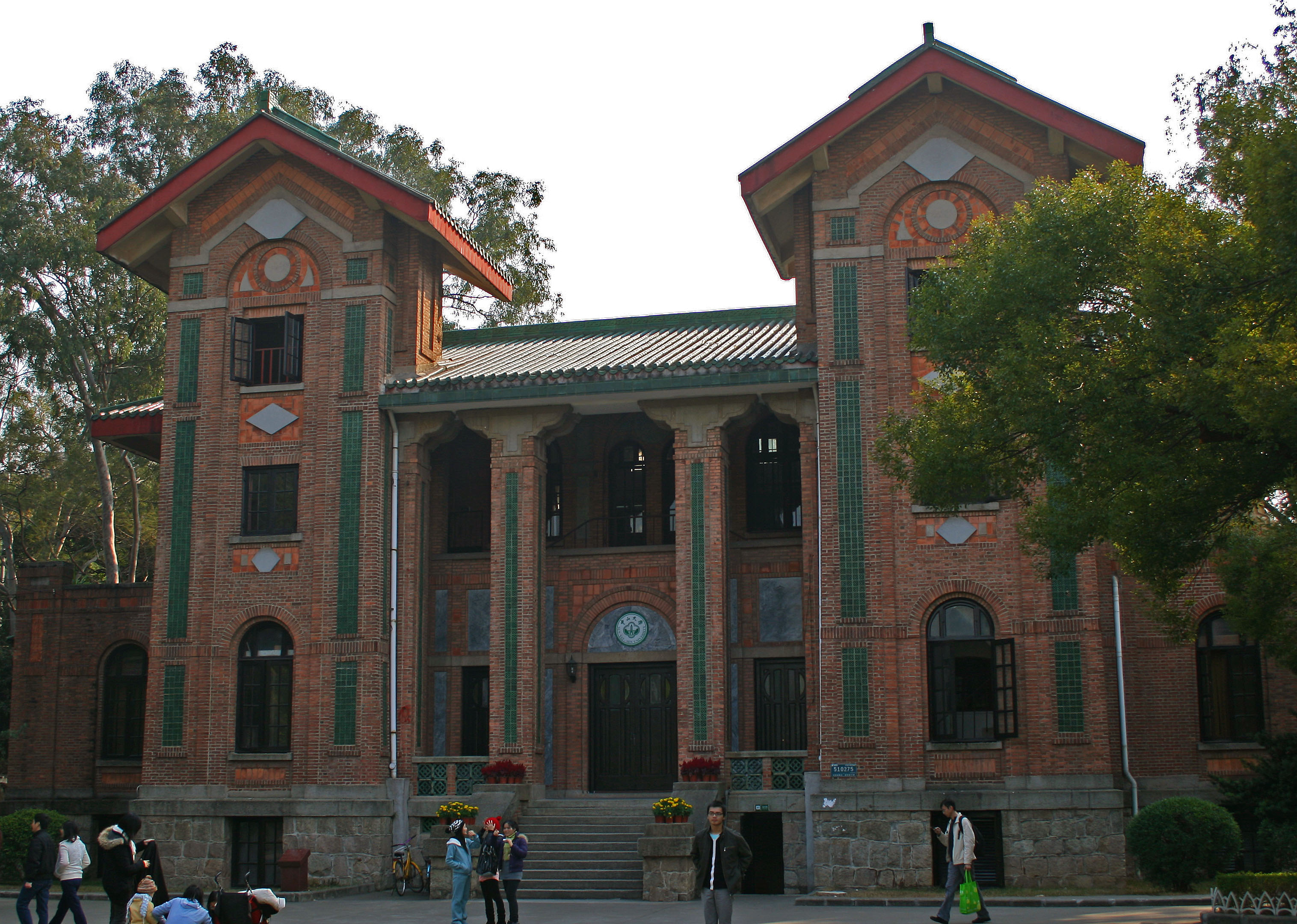
広州南キャンパスにある懐士堂

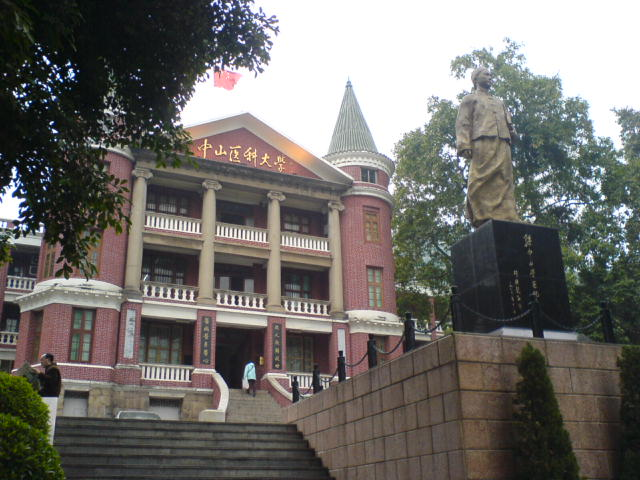
広州北キャンパス（旧中山医科大学）にある孫文像

中山大学（ちゅうざんだいがく、拼音: Zhōngshān Dàxué、英語: Sun Yat-sen University）は、広東省広州市、珠海市、および深圳市に所在し、中華人民共和国国務院教育部が直轄する副部級大学である。1924年（民国13年）に創立された。大学の略称は中大（ちゅうだい）または SYSU。複数の国家重点実験室もある。985工程、211工程、双一流の成員校に指定された国家重点大学の一つである。中国南部随一の名門大学として「華南第一学府」とも称される。
高品質な研究論文の出版実績に基づいてSpringer Natureが発表するNature Indexでは、世界大学ランキング10位、世界研究機関ランキング13位である。大学評価の世界的指標であるARWUによる「世界大学学術ランキング 2024」では、72位である（中国大陸で第7位）。

## 概要

### 大学全体
大学名は孫文の中国革命への貢献に対して敬意を払い、その号である中山を冠して命名された。英名のSun Yat-sen Universityは、孫文が名乗った別の号「孫逸仙」の広東語読みに由来する。
教育部直属の双一流、985工程、211工程国家重点大学であり、60以上の学院と系を有する中国屈指の総合大学である。最新の教育部学科評価では、経営学と生態学が国内1位の評価を受けており、哲学、数学、化学、生命科学、生態学、材料科学・工学、電子科学・技術、基礎医学、臨床医学、薬学、経営学の11学科が、教育部の選定する双一流において「世界一流学科」の指定を受けている。

### キャンパス
総面積は9.38平方キロメートル。広州南キャンパスは1.17平方キロメートル、北キャンパスは0.39平方キロメートル、東キャンパスは1.13平方キロメートル。珠海キャンパスは3.48平方キロメートル。深圳キャンパスは3.21平方キロメートル。

### 校訓

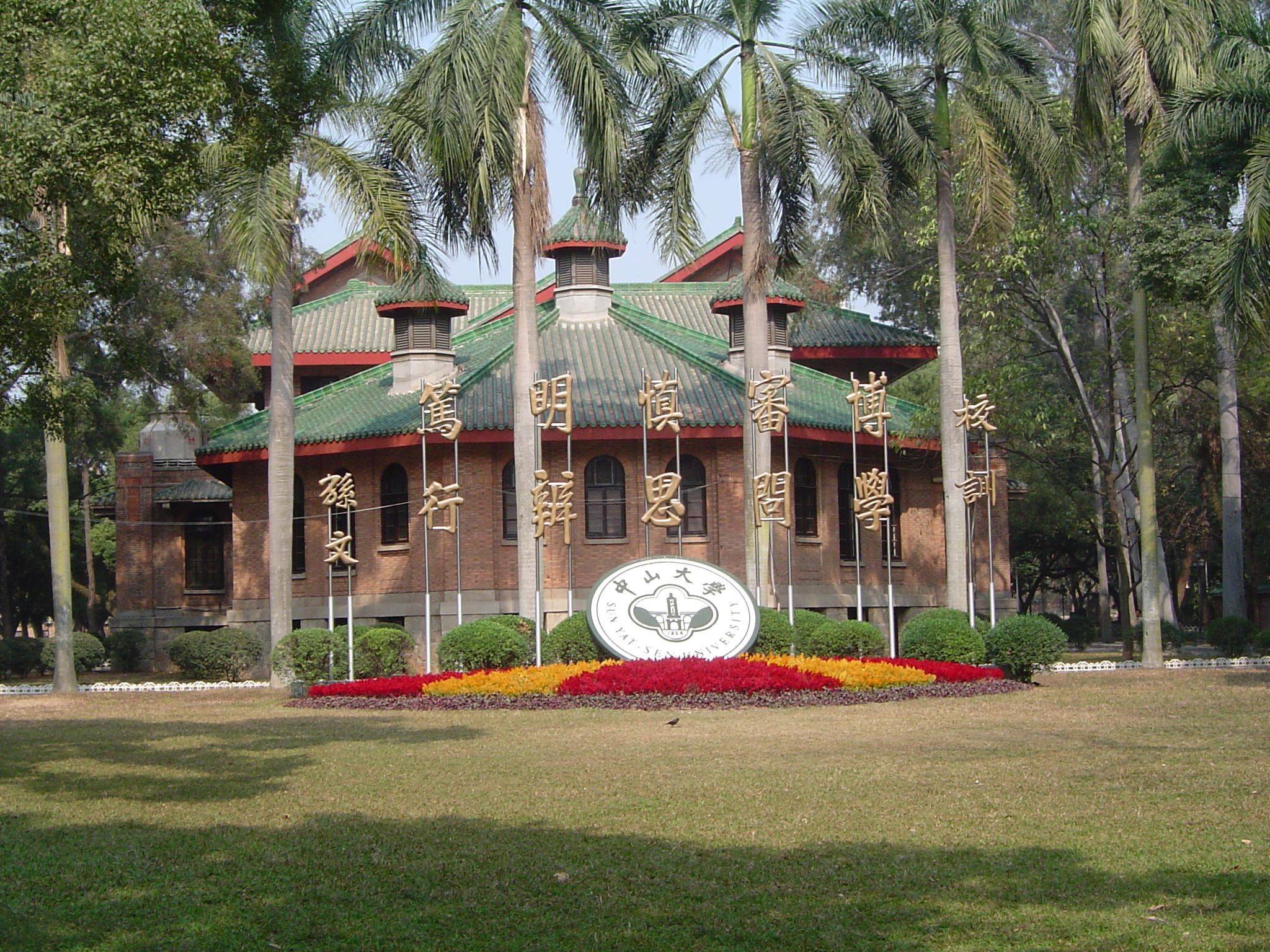
懐士堂南側の校訓

1923年11月11日国立広東大学開校式典で孫文が揮毫した「博学、審問、慎思、明辨、篤行」を校訓とする。

## 歴史概要

### 学校の主体
- 1924年（民国13年）11月、孫文によって広東高等師範学校、広東公立法政大学、広東公立農業専門学校を合併し国立広東大学として設立。
- 1925年（民国14年）、広東公立医科大学を吸収合併、医学院を設立。
- 1925年（民国14年）3月12日、孫文死去。
- 1926年（民国15年）7月、名称を国立中山大学に変更。広東公立工業専門学校を吸収合併する、工業部を設立。
- 1927年（民国16年）、名称を国立第一中山大学に変更。
- 1928年（民国17年）、国立中山大学に名称を復す。
- 1930年代に文・理・法・工・農・医・教の7学部を有する。
- 1935年（民国24年）、大学院を設置し大学院生の募集を開始。
- 1937年（民国26年）、国立広東法科学院・広東省立勷勤大学工学院を吸収合併。
- 1938年（民国27年）、日中戦争の影響を受けて、雲南省澂江県などに移転。
- 1940年（民国29年）、広東省北部の楽昌県坪石などに再移転。
- 1945年（民国34年）、現在の広東省広州市へ戻る。
- 1949年（民国38年）10月1日、中華人民共和国成立、10月14日に広州市を中国人民解放軍が占領。
  - 台湾に移った中華民国政府は、1980年（民国69年）に高雄市鼓山区で国立中山大学として再建。
- 1952年、中国の大学教育体制の調整により、私立嶺南大学、華南連合大学と合併して、現在の広州南キャンパス（広州市海珠区康楽園）に移転、名称を中山大学に変更。哲学・言語学部を北京大学に移管、法政・経済学部を武漢大学・中南政法学院・中南財経学院に移管、人類学学部を中央民族学院に移管、天文学部を南京大学に移管、地質学部を中南鉱冶学院に移管、工学部を華南工学院に移管、農学部を華南農学院に移管、医学部を華南医学院に移管、師範学部を華南師範学院に移管。
- 1981年、対外漢語教学センターを設立。外国人のための中国語（普通話と広東語）の課程を設置。
- 1999年9月11日、広東省珠海市人民政府が土地と約2.7億元の施設を無償貸与し、中山大学がキャンパスを設けることに調印。2000年9月9日、珠海キャンパスが完成。
- 2001年10月26日、中山医科大学と合併、医学部を設立。中山医科大学は中山大学の広州北キャンパスとなる。25の学部を持つ新生中山大学となる。
- 2004年9月、広州東キャンパス（広州大学城キャンパス）を使用開始。
- 2017年9月、深圳キャンパスを設立。

### 私立嶺南大学（1888年 - 1952年）
アメリカのキリスト教長老会によって1888年（清光緒13年）に設立されたミッション系の大学。文学部、理工学部、医学部、農学部、商学部、理科研究所、社会科学研究所によって構成されていた。
- 1885年（清光緒11年）、アメリカのキリスト教長老会が中国広東省にミッション系大学を設立する事で同意。
- 1886年（清光緒12年）-1887年（清光緒13年）、長老会のハッパー牧師を中心に、アメリカにて「嶺南基金」を設立。
- 1888年3月28日（清光緒14年）、格致書院（Christian College in China）として開校。初代校長はハッパー牧師。
- 1900年（清光緒26年）、義和団の乱の影響でマカオに移転。
- 1903年（清光緒29年）、嶺南学堂（Canton Christian College）に改名。
- 1904年（清光緒30年）、広州に復帰。
- 1906年（清光緒32年）、中国初の男女共学校となる。
- 1912年（民国元年）、嶺南学校（Canton Christian College）に改名。
- 1927年（民国16年）、私立嶺南大学（Lingnan University）に改名。同時に中国人によって学校運営がされるようになる。初の華人校長は鐘栄光。
- 1938年（民国27年）、日中戦争の影響で香港へ移転。香港大学の校舎を間借りして授業を継続。
- 1941年（民国30年）、第二次世界大戦の影響で停校。
- 1945年（民国34年）、戦争終結と同時に広東省へ戻り、復校。
- 1952年、私立嶺南大学が中華人民共和国の大学再編に伴って中山大学などに再編されて消滅。
- 1967年、香港で嶺南大同窓生を中心に嶺南書院を再建。1999年7月に嶺南大学となる。

### 中山医科大学（1866年 - 2001年）
2001年に合併した中山医科大学の前身は1866年（清同治5年）に設立された博済医学堂。

#### 博済医学堂（1866年 - 1953年）
- 1835年（清道光15年）、アメリカの会衆派教会の医者ピーター・パーカー（Peter Parker）、広州にて眼科医局（Ophthalmic Hospital in Canton）を設立。
- 1859年（清咸豊9年）、博済病院（The Canton Hospital）に改名する。

- 1866年（清同治5年）、アメリカ合衆国長老教会の宣教師・医者ジョン・グラスゴー・カー（John Glasgow Kerr）、博済病院にて博済病院構内医学堂/博済医学堂（Pok Tsai Medical School in The Canton Hospita）を設立。

- 1879年（清光緒5年）、博済病院南華学校に改名する。

- 1930年（民国19年）、私立嶺南大学に吸収される。1934年、私立夏葛医学院（Hackett Medical College）と合併。1936年、私立嶺南大学孫逸仙博士記念医学院（Dr. Sun Yat-sen Medical College of Lingnan University）に改名する。

#### 広東公医医学専門学校（1909年 - 1953年）
- 1909年（清宣統元年）、博済病院南華学校の修了学生、広州にて広東公医医学専門学校を設立。
- 1921年（民国10年）8月、広東公医医科大学に改名する。
- 1925年（民国14年）、国立広東大学に吸収合併される、国立広東大学医学院に改名する。

#### 広東光華医学社（1908年 - 1953年）
- 1908年（清光緒34年）、広東光華医学社を設立。
- 1909年（清宣統元年）3月、広東光華医学専門学校に改名する。
- 1929年（民国18年）、広東光華医学院に改名する。

#### 中山医科大学（1953年 - 2001年）
- 1952年、私立嶺南大学医学院、国立中山大学医学院、広東光華医学院を合併し。1953年8月、華南医学院として設立される。
- 1956年9月、広州医学院に改名する。
- 1957年3月、中山医学院に改名する。
- 1985年6月、中山医科大学に改名する。
- 2001年10月、中山大学と合弁し、中山大学中山医学院となる。
- 2022年12月、中山大学の学部制導入推進に伴い中山大学医学部に改名する。

## 組織

### 学部
63の学院と系がある。「学院」も「系」も日本の大学の学部にほぼ相当する。中山大学は、学院や系に相当する各単科大学の集合体として運営がなされているためである。

#### 広州キャンパス
- 中国語文学系
- 歴史学系
- 哲学系
- 社会学及び人類学学院
- リベラル及びアーツ学院（人文高等研究科、教養課程部）
- 嶺南学院
- 外国語学院
- 法学院（知的財産権学院、中国-英国国際海事法学院）
- 政治及び公共事務管理学院
- 管理学院（起業学院）
- マルクス主義学院
- 心理学系
- メディア及び設計学院
- 情報管理学院
- 藝術学院
- 数学学院
- 物理学院
- 化学学院
- 地理科学及び計画学院
- 生命科学学院
- 工学院
- 材料科学及び工学学院
- 電子及び情報工学学院（マイクロ電子学院）
- データサイエンス及び計算機学院（ソフトウェア学院）
- 国家守秘学院
- ネットワークセキュリティ学院
- 環境科学及び工学学院
- システム科学及び工学学院
- 中山医学院
- 光華歯学院
- 公衆衛生学院
- 薬学院
- 看護学院
- 逸仙学院
- 体育部

#### 珠海キャンパス

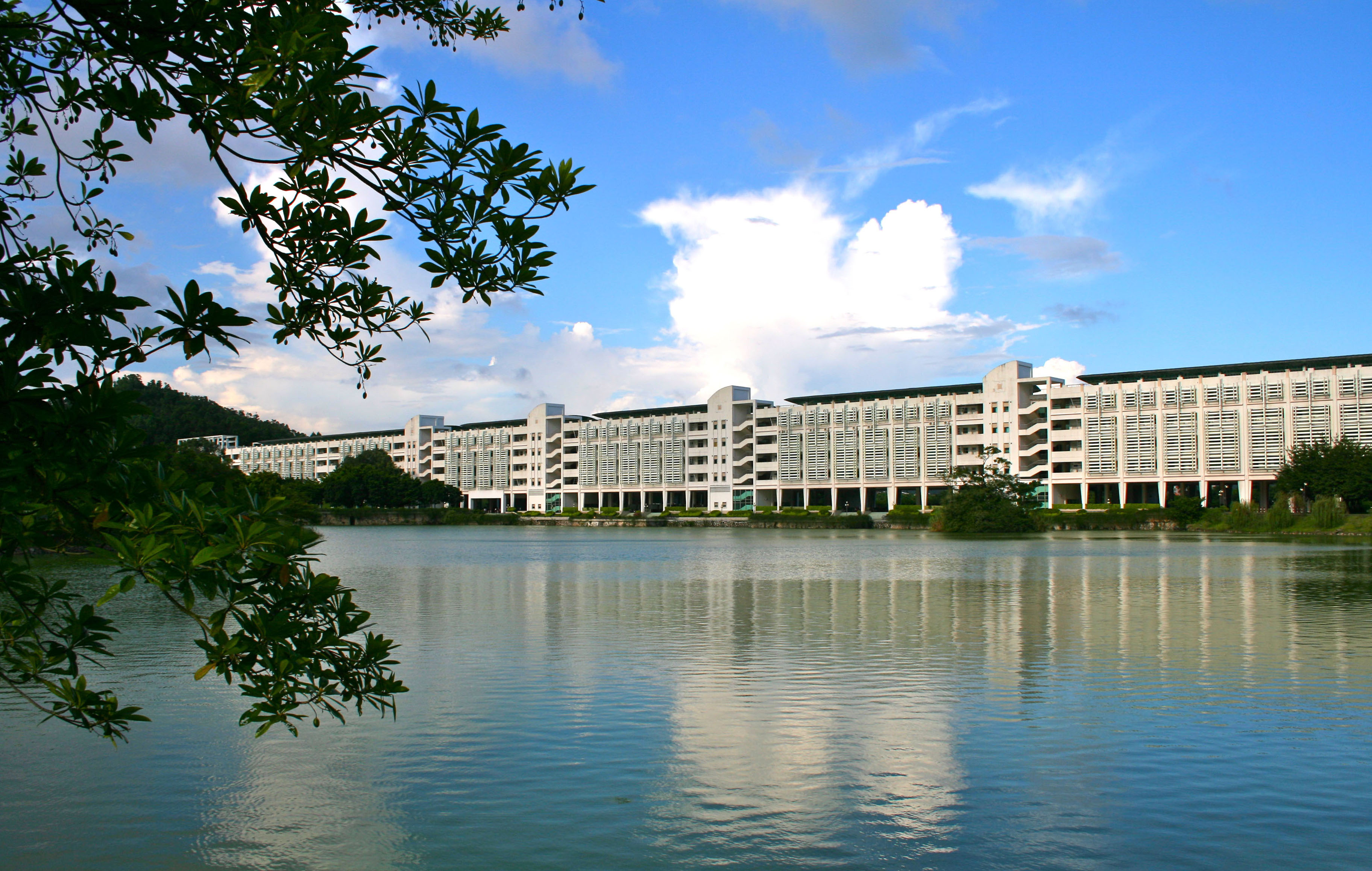
珠海キャンパス

- 中国語文学系（珠海）
- 歴史学系（珠海）
- 哲学系（珠海）
- 国際金融学院
- 国際翻訳学院
- 国際関係学院
- 観光学院
- 数学学院（珠海）
- 物理及び天文学院
- 大気科学学院
- 海洋科学学院
- 地球科学及び工学学院
- 化学工学及び技術学院
- 海洋工学及び技術学院
- 中国-フランス原子力工学及び技術学院
- 土木工学学院
- マイクロ電子科学及び技術学院
- 測絵科学及び技術学院

#### 深圳キャンパス
- 医学院
- 公衆衛生学院（深圳）
- 薬学院（深圳）
- 商学院
- 材料学院
- 医用生体工学学院
- 電子及び通信工学学院
- 知能工学学院
- 航空宇宙工学学院
- 農学院
- 生態学院
- 集積回路学院
- 先進製造学院
- 先進エネルギー学院
- サーバースペースセキュリティ学院
- 理科学院
- ビジネス学院（創業学院）
- フレックス電子学院

### 国家重点実験室
大学は複数の国家重点実験室を持っている。
- 光エレクトロニクス材料及び技術国家重点実験室

- 有害生物の制御及び資源の利用国家重点実験室
- 華南腫瘍学国家重点実験室
- 眼科学国家重点実験室

### 国家級シンクタンク
- 中山大学粤港澳発展研究院

### 付属病院
- 中山大学付属第一病院
- 中山大学孫逸仙記念病院（中山大学付属第二病院）
- 中山大学付属第三病院
- 中山大学中山眼科センター（中山大学付属眼科病院）
- 中山大学腫瘍防除センター（中山大学付属腫瘍病院）
- 中山大学付属歯学病院
- 中山大学付属第五病院
- 中山大学付属第六病院（広東省胃腸肛門病院）
- 中山大学付属第七病院
- 中山大学付属第八病院

## 教員
2018年現在、教・職員17143人。（2018.09.30）
- 中国科学院院士15人
- 中国工学院院士5人
- 大学院生指導教員5002人（博士課程指導教官2181人）
- 教授1586人
- 准教授1395人

## 学生
2018年現在、全日制の学生数は5万余人。（2018.09.30）
- 博士課程大学院生は6153人
- 修士課程大学院生は13708人
- 修士学生は5290人
- 本科生は32307人
- 外国人留学生は1358人

## 学科ランキング
「中華人民共和国教育部学科評価」において、教育・研究がA-以上の高い評価を受けた学科は以下の通りである。これらの学科の入学難度も極めて高くなっている。
| 専攻分野         | 中国国内の評価順位 |
| ---------------- | ------------------ |
| 生態学           | 1                  |
| 経営学           | 1                  |
| 公共政策         | 3                  |
| 数学             | 4                  |
| 基礎医学         | 4                  |
| 哲学             | 5                  |
| 臨床医学         | 5                  |
| マルクス主義理論 | 5                  |
| 化学             | 5                  |
| 中国史           | 5                  |
| 物理学           | 7                  |
| 生命科学         | 9                  |

## 著名人

### 卒業生

#### 軍政界
- 林若 - 元中国共産党の中央委員、広東省委員会の書記
- 曽生 - 少将、元中華人民共和国交通部長
- 楊恵敏 - 中華民国軍人、日中戦争に中国の英雄
- 謝東閔 - 中華民国（台湾）第6代の副大統領
- 彭孟緝 - 中華民国国軍の陸軍一級上将
- 楊泰芳 - 元中華人民共和国郵電長、中華全国帰国華僑連合会の会長
- 盧瑞華 - 元中華人民共和国広東省長
- 楊資元 - 元中華人民共和国広東省広州市長
- 黄華華 - 元中華人民共和国広東省長
- 彭清華 - 中国共産党四川省委員会書記
- 黄潔夫 - 中央保健委員会副主任

#### 学界
- 黄伯栄 - 中国の著名な言語学者、中国語近代化学会のコンサルタント
- 高斉雲 - 中国の著名な哲学者、中国のマルクス主義哲学史の父
- 夏書章 - 中国の著名な行政学者、中国のMPAの父
- 許滌新 - 経済学者、汕頭大学の学長
- 黄潔夫 - 外科学者、中山医科大学の学長
- 許寧生 - 真空マイクロエレクトロニクス学者、復旦大学の学長
- 陳小明 - 無機化学学者
- 古月敬之 - 情報工学者、早稲田大学教授
- 奈倉京子 - 文化人類学者、静岡県立大学教授

## 対外関係
- 日本
  - 九州大学
  - 早稲田大学
  - 神戸大学
  - 名古屋工業大学
  - 立教大学
  - 関西学院大学/関西学院
  - 立命館アジア太平洋大学
  - 長崎大学
  - 東海大学
- アメリカ合衆国
  - ハーバード大学（Harvard University） - ハーバード燕京研究所（Harvard-Yenching Institute）
  - イェール大学（Yale University）
  - ジョンズ・ホプキンズ大学（Johns Hopkins University）
  - マサチューセッツ工科大学（Massachusetts Institute of Technology）
  - ペンシルベニア大学（University of Pennsylvania）
  - カリフォルニア大学バークレー校（University of California, Berkeley）
  - カリフォルニア大学ロサンゼルス校（University of California, Los Angeles）
  - カリフォルニア大学サンフランシスコ校（University of California, San Francisco）
  - インディアナ大学（Indiana University）
  - ノースウェスタン大学（Northwestern University）
  - ミネソタ大学ツインシティー校（The University of Minnesota, TwinCities）
  - ジョージア工科大学（Georgia Institute of Technology）
  - メリーランド大学カレッジパーク校（University of Maryland, College Park）
  - イリノイ大学（University of Illinois）
  - 南イリノイ大学（Southern Illinois University）
  - シンシナティ大学（University of Cincinnati）
  - ノースカロライナ州立大学（North Carolina State University）
  - ハワイ大学（University of Hawaii）
- カナダ
  - ブリティッシュコロンビア大学（The University of British Columbia）
  - トロント大学（University of Toronto）
  - ウォータールー大学（University of Waterloo）
  - カルガリー大学（University of Calgary）
- 香港
  - 香港大学（The University of Hong Kong）
  - 香港中文大学（The Chinese University of Hong Kong）
  - 香港科技大学（The Hong Kong University of Science and Technology）
  - 香港城市大学（City University of Hong Kong）
  - 香港理工大学（The Hong Kong Polytechnic University）
  - 香港浸会大学（Hong Kong Baptist University）
  - 嶺南大学（Lingnan University）